# سیکلریت
سیکلریت  (به انگلیسی: Sicklerite) با فرمول شیمیایی  از مجموعه کانی هاست و از نام Sickler کاشف ژیزمان اخذ شده‌است. محلول در اسیدها نسبت به تغییرات Fe,Mn ناپایدار است.  از نظر شکل بلور: نامنظم، رنگ: قهوه‌ای تیره - زرد، شفافیت: کدر(اپاک)، شکستگی: نامنظم، جلا: چرب، رخ: ناقص - مطابق با سطح، سیستم تبلور: ارترومبیک و در رده‌بندی فسفات است همچنین خاصیت مغناطیسی ندارد و منشأ تشکیل آن ثانوی- پگماتیتی است.
همایند کانی‌شناسی (پارانژ) آن سختی - اشعه X و واکنش هایشیمیائیگرافتونیت- تری فیلیت- پورپوریت و غیره است
، از نظر ژیزمان آگرگات توده‌ای کمیاب است و بیشتر در آلمان غربی، سوئد، آمریکا، استرالیا یافت می‌شود.